# Мастерсон, Эрик
Эрик Мастерсон (англ. Eric Masterson, родился 24 марта 1970 года) — американский порноактёр, лауреат AVN Awards и NightMoves Awards, член зала славы AVN с 2014 года.

## Карьера
Дебютировал в порнобизнесе в 1998 году. Первая сцена — в фильме Sueño del Maestro кинокомпании Sin City. Известен своей ролью в фильме «Грудастые домохозяйки из Беверли-Хиллз» (Busty Housewives of Beverly Hills, 2012). Состоит в браке с Майей Дивайн (Maya Divine). У Мастерсона проколоты оба уха.

## Награды и номинации

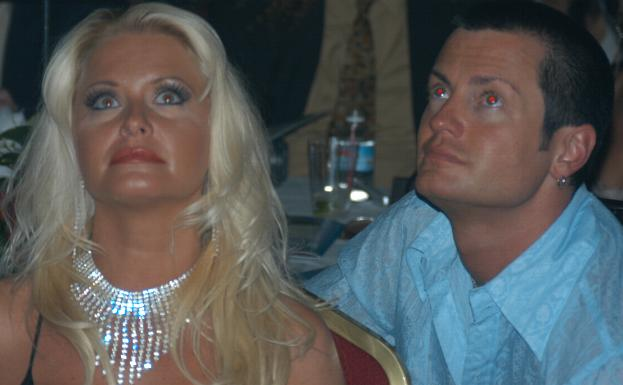
Майя Дивайн и Эрик Мастерсон на 2005 AVN Award

| Год  | Результат | Номинация | Фильм                                |
| ---- | --------- | --- | ------------------------------------ |
| 2001 | Номинация | Лучшая групповая сексуальная сцена — фильм (вместе с Бриджитт Керков, Chennin Blanc, Шелби Майн и Пэтом Майном) | Watchers                             |
| 2002 | Номинация | Лучший актёр — видео | The Black Room                       |
| 2003 | Номинация | Лучший актёр второго плана — видео | Morning Star/Perfect Couple          |
| 2004 | Номинация | Лучший актёр — видео | Perfection                           |
| 2004 | Номинация | Лучший актёр второго плана — фильм | Virtual Love                         |
| 2004 | Номинация | Лучший актёр второго плана — видео | Sweet 101                            |
| 2004 | Номинация | Лучшая парная сексуальная сцена – видео (вместе с Джулией Энн) | Beautiful                            |
| 2005 | Номинация | Лучший актёр — фильм | The 8th Sin                          |
| 2005 | Номинация | Лучший актёр — видео | Loaded                               |
| 2005 | Номинация | Лучшее исполнение без секса | Unlovable                            |
| 2005 | Номинация | Лучшая сцена орального секса — фильм (вместе с Лезли Зен) | Bare Stage                           |
| 2006 | Номинация | Лучший актёр второго плана — фильм | Eternity                             |
| 2006 | Номинация | Лучший актёр второго плана — видео | Camp Cuddly Pines Powertool Massacre |
| 2006 | Номинация | Лучшая сцена орального секса — видео (вместе с Sarah Blake) | Jack’s Playground 24                 |
| 2006 | Номинация | Лучшая парная сексуальная сцена — видео (вместе с Кристал Стил) | Krystal Method                       |
| 2007 | Номинация | Лучший актёр — видео | 3 Wishes                             |
| 2007 | Победа    | Лучшая групповая сексуальная сцена – фильм (вместе с Кармен Харт, Katsumi, Кирстен Прайс, Mia Smiles, Chris Cannon, Томми Ганном и Рэнди Спирсом) | FUCK                                 |
| 2007 | Победа    | Лучшая сцена орального секса – фильм (вместе с Айс Ла Фокс, Томми Ганном, Маркусом Лондоном и Mario Rossi) | FUCK                                 |
| 2007 | Номинация | Лучшая парная сексуальная сцена – фильм (вместе с Джессикой Дрейк) | FUCK                                 |
| 2007 | Номинация | Лучшая сцена триолизма (вместе с Кейлени Леи и Джессикой Дрейк) | Curse Eternal                        |
| 2008 | Номинация | Лучший актёр второго плана, видео | Candelabra                           |
| 2009 | Победа    | Лучшая сцена двойного проникновения (вместе с Джессикой Дрейк и Брэдом Армстронгом) | Fallen                               |
| 2010 | Номинация | Лучший актёр | Hush                                 |
| 2011 | Номинация | Лучшая групповая сексуальная сцена (вместе с Кейлени Леи, Мисти Стоун, Джессикой Дрейк, Кирстен Прайс, Алектрой Блу, Шанель Престон, Kayme Kai, Tory Lane, Брианой Блэр, Миком Блу, Дэйлом Дабоуном, Барреттом Блэйдом, Маркусом Лондоном, Сашей и Bill Bailey) | Speed                                |
| 2013 | Номинация | Лучший актёр | Dallas XXX: A Parody                 |
| 2014 | Победа    | зал славы AVN | н/д                                  |
| 2015 | Номинация | Лучшая групповая сексуальная сцена (вместе с Асой Акирой, Aubrey Addams, Джессикой Дрейк, Кейлени Леи, Sarah Jessie, Вики Чейз, Брэдом Армстронгом, Эриком Эверхардом, Мистером Питом, Ryan McLane и Tyler Nixon)                                               | Aftermath                            |
| 2015 | Номинация | Лучшая групповая сексуальная сцена (вместе с Асой Акирой, Самантой Сэйнт, Кейлени Леи, Summer Brielle, Sophia Fiore, Реми Лакруа, Джеймсом Дином, Мистером Питом, Bill Bailey и Брэдом Армстронгом)                                                             | Holly…Would                          |

| Год  | Результат | Номинация                     |
| ---- | --------- | ----------------------------- |
| 2005 | Победа    | Лучший актёр (выбор редакции) |

| Год  | Результат | Номинация                                        | Фильм                                             |
| ---- | --------- | ------------------------------------------------ | ------------------------------------------------- |
| 2010 | Номинация | Исполнитель года                                 | Hush                                              |
| 2011 | Номинация | Исполнитель года                                 | The Vow                                           |
| 2014 | Номинация | Лучшая сцена — пародия (вместе с Энди Сан Димас) | Superman vs. Spider-Man XXX: An Axel Braun Parody |